# 피터 우타카
피터 마두아부치 우타카(영어: Peter Maduabuchi Utaka, 1984년 2월 12일 ~ )는 나이지리아의 축구 선수로 현재 일본 J2리그의 방포레 고후에서 공격수로 활약 중이며 형인 존 우타카도 2018년까지 축구 선수로 활약하다가 현재는 몽펠리에 HSC 유스팀 코치로 재직 중이다.

## 클럽 경력

### 유럽 리그
2003-04 시즌을 앞두고 벨기에 세컨드 디비전의 파트로 이스던 마스메헐런 입단을 통해 프로에 전격 입문한 뒤 2004-05 시즌 초반까지 35경기 17골을 기록했고 2004-05 시즌 초반부터 2006-07 시즌 중반까지 벨기에 프로 리그의 KVC 베스테를로 소속으로 74경기 12골을 기록했다.
그 뒤 2006-07 시즌 중반 무렵 로열 앤트워프에 합류하여 2007-08 시즌까지 46경기 26골을 터뜨렸고 특히 2007-08 시즌에서는 34경기 22골로 벨기에 세컨드 디비전 득점왕에 오르는 맹활약을 펼쳤다.
이후 2008-09 시즌부터 2011-12 시즌까지 덴마크 수페르리가의 오덴세 BK 소속으로 공식전 134경기 65골을 터뜨리며 3시즌 연속 리그 준우승(2008-09, 2009-10, 2010-11), 2009-10 시즌 덴마크컵 4강 등에 기여했고 이 가운데 2009-10 시즌 덴마크 수페르리가에서는 33경기 18골로 벨기에 세컨드 디비전 시절이던 2007-08 시즌 이후 2년만에 리그 득점왕 타이틀을 거머쥐었다.
그 후 2017-18 시즌 겨울 이적 시장을 통해 덴마크 퍼스트 디비전의 바일레 BK 유니폼으로 갈아입었지만 리그 6경기 출전에 그쳤다.

### 다롄 프로
2012 시즌을 앞두고 당시 중국 슈퍼리그의 다롄 프로의 유니폼으로 갈아입으며 데뷔 이후 처음으로 아시아 리그에 진출한 뒤 2013 시즌 초반까지 공식전 44경기 27골을 터뜨렸고 특히 중국 슈퍼리그 2012 28경기에서 20골로 득점 랭킹 2위에 오르며 5위라는 구단 역사상 중국 슈퍼리그 역대 최고 성적을 이끌었다.

### 베이징 궈안
2013 시즌 초반 무렵에 같은 중국 슈퍼리그의 베이징 궈안으로 트레이드된 후 2013 시즌에는 15경기 11골을 터뜨렸고 이 중 중국 FA컵 3경기에서 4골로 득점왕에 오르며 팀의 4강 진출을 이끌었으며 2014년 AFC 챔피언스리그에서도 7경기 3골을 터뜨렸다.

### 상하이 선신
2014 시즌 중반에 상하이 선신에 임대 이적을 통해 합류한 이후 13경기 4골을 터뜨리며 팀의 창단 첫 중국 FA컵 8강 진출의 성과에 관여했고 2014 시즌을 끝으로 2년간의 중국 리그 생활을 마감했다.

### 시미즈 에스펄스
2015 시즌을 앞두고 J1리그의 시미즈 에스펄스와 계약을 체결한 후 29경기 9골을 터뜨리며 분전했으나 팀은 J1리그 2015에서 17위에 그치며 창단 이후 처음으로 J2리그 강등의 수모를 당했다.

### 산프레체 히로시마
2016 시즌을 앞두고 J1리그의 강호이자 디펜딩 챔피언 산프레체 히로시마로 임대 이적하여 공식전 39경기 21골을 터뜨리는 맹활약으로 2016년 일본 슈퍼컵 우승을 이끌었고 J1리그 2016에서도 33경기 19골을 터뜨리며 8년만에 개인 통산 3번째 리그 득점왕 타이틀을 차지했다.

### FC 도쿄
2017 시즌을 앞두고 산프레체 히로시마를 떠나 FC 도쿄로 또 한번의 임대 이적을 확정지은 뒤 공식전 33경기 10골을 터뜨렸다.

### 도쿠시마 보르티스
2017-18 시즌 이후 J2리그의 도쿠시마 보르티스로 이적하여 J2리그 2018에서 18경기 6골을 기록했다.

### 방포레 고후1기
2018 시즌을 마친 뒤 같은 J2리그의 방포레 고후에 합류하여 41경기 21골로 J2리그 2019 득점 랭킹 4위에 이름을 올리며 팀의 2019 J1/J2리그 승강 플레이오프 1라운드 진출을 이끌었으나 1라운드에서 자신의 전 소속팀인 도쿠시마 보르티스에 정규시즌 순위에서 밀리면서 2라운드 진출에 실패했다.

### 교토 상가
2020 시즌을 앞두고 J2리그의 교토 상가로 이적한 뒤 2022 시즌까지 공식전 113경기 52골을 터뜨리며 J2리그 2021 준우승, 2022 시즌 천황배 4강 진출을 이끌었다.

### 방포레 고후 2기
2023 시즌을 앞두고 방포레 고후에 4년만에 복귀하여 2023 시즌에서는 공식전 50경기 16골을 터뜨리며 일본 슈퍼컵 준우승, 2023-24년 AFC 챔피언스리그 16강 진출을 이끌었고 2024 시즌에서도 공식전 38경기 11골을 기록하며 6년만의 J리그컵 8강 진출에 일조했다.